# Phil Henderson
Pour les articles homonymes, voir Henderson.
Phil Henderson, né le 17 avril 1968, à Chicago, en Illinois et mort le 17 février 2013, à Manille, aux Philippines, est un ancien joueur américain de basket-ball. Il évolue au poste d'arrière. 

## Palmarès
- McDonald's All-American 1986
- Second-team All-ACC 1990